# Rebelle Adolescence
Pour les articles homonymes, voir Rebelle.
Pour plus de détails, voir Fiche technique et Distribution.
Rebelle Adolescence (Mouth to Mouth) est un film anglo-canado-allemand réalisé par Alison Murray, sorti en salles en 2005. Il a reçu le prix Grand Chamaleon du Brooklyn International Film Festival de 2005, et les prix du Grand Jury, du Jury Lycéens, et de la Musique, au Festival International du Premier Film d'Annonay en 2007. 

## Synopsis
Sherry, une jeune adolescente en quête de liberté et d'absolu, se laisse enrôler par un groupe de nomades se nommant S.P.A.R.K (Street People Armed with Radical Knowledge) dont le but est d'aider les toxicomanes à surmonter leur dépendance à la drogue. À bord de leur van, ils vont traverser l'Europe jusqu'au Portugal, où un viticulteur les attend. Ce sera leur base communautaire, leur lieu de vie régit par Harry, un leader charismatique et imposant. Aux côtés de sa mère qui l'a suivi jusque-là pour la sauver, Sherry fera l'épreuve de la dure réalité de la vie, et du gouffre qui sépare idéal juvénile et communautarisme.

## Fiche technique[1]
- Titre : Rebelle Adolescence
- Titre original : Mouth to Mouth
- Réalisation : Alison Murray
- Scénario : Alison Murray
- Direction artistique : Astrid Poeschke
- Musique : Rowan Oliver
- Décors : Ulrika von Vegesack
- Costumes : Jemima Cotter
- Photographie : Barry Stone
- Son : Frank Kruse[2]
- Montage : Christian Lonk
- Production : Anne Beresford et Judy Tossell
  - Production déléguée : Atom Egoyan et Simone Urdl
  - Production exécutive : Marc Wächter et Susan Petrook
- Société de production : MJW Productions pour le  Royaume-Uni, Egoli Tossell Film pour l' Allemagne, en association avec Hellhound Productions pour les  États-Unis.
- Distribution : 
  -  Royaume-Uni : Dogwoof Pictures
  -  États-Unis : Artistic License
  -  France : Cosmopolis Distribution[2]
- Budget :
- Pays :  Royaume-Uni,  Allemagne,  États-Unis
- Format : Couleur - Son : Dolby Digital - 1,78:1 - Format 35 mm
- Genre : Drame
- Durée : 103 minutes , 101 minutes , 98 minutes
- Dates de sortie en salles : 
  -  États-Unis : juin 2005 (Brooklyn International Film Festival) • octobre 2005 (Lost Film Festival) • 19 mai 2006 (New York City, New York) • 2 juin 2006 (Los Angeles, Californie) • août 2006 (Lincoln, Nebraska)
  -  Allemagne : novembre 2005 (Braunschweig Film Festival) • avril 2006 (Britspotting British Independent Film Festival)
  -  Canada : 4 novembre 2005 (première à Toronto) • 11 novembre 2005 (Toronto)
  -  Royaume-Uni : 14 janvier 2007 (London Halloween Short Film Festival) • 21 avril 2008 (East End Film Festival) • 9 mai 2008
  -  France : 13 octobre 2006 (Lyon Festival Hors-Écran) • 1er juillet 2009
- Date de sortie en vidéo :
  -  États-Unis : 25 septembre 2007 (première DVD)

## Distribution
- Elliot Page : Sherry (crédité Ellen Page)
- Natasha Wightman : Mère de Sherry
- August Diehl : Tiger
- Beatrice Brown : Nancy
- Maxwell McCabe-Lokos : Mad Ax
- Elliot McCabe-Lokos : Manson
- Diana Greenwood : Dog
- Eric Thal (en) : Harry
- Jefferson Guzman : Blade
- Christian Näthe : Hackler
- Jim Sturgess : Red

## Autour du film
- Rebelle Adolescence fut tourné du 9 octobre au 24 novembre 2003[3],[4] à Lisbonne, Berlin et Londres[5]. Il marque l'un des premiers rôles importants d'Elliot Page, âgé de 16 ans lors du tournage.